# Tookoolito

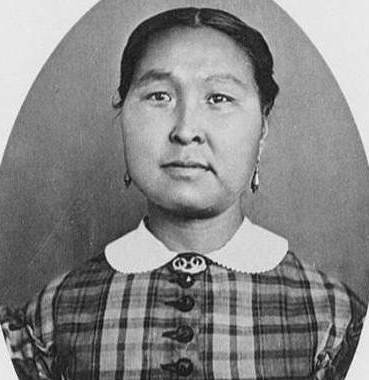
Tookoolito (Foto: Thomas Smillie)

Tookoolito (* ca. 1838 in Nuvuttiq, Nunavut; † 31. Dezember 1876 in Groton, Connecticut) war eine eskimoische Dolmetscherin, die an drei Arktisexpeditionen teilnahm. Sie erlangte in der zweiten Hälfte des 19. Jahrhunderts einen großen Bekanntheitsgrad und gehörte mit ihrem Mann Ipiirvik zu den am weitesten gereisten Inuit ihrer Zeit.

## Leben

### Herkunft und Name
Tookoolito wurde wahrscheinlich 1838 am Kap Searle (Nuvuttiq) der in der Davisstraße liegenden Insel Qaqulluit geboren, einem Handelsplatz der Inuit der Baffininsel mit europäischen und amerikanischen Walfängern. Sie war die Schwester von Eenoolooapik (um 1820–1847), der den schottischen Walfänger William Penny 1839 nach Aberdeen begleitete und ihn im darauffolgenden Jahr in die reichen Fanggründe im Cumberland Sound führte.
Ihr Inuktitut-Name wird gewöhnlich Tookoolito geschrieben, es gibt aber zahlreiche weitere Varianten: Tukolito, Taqulittuq, Tackritow, Tackilictoo, Tickalictoo, Tickalucktoo oder Tarchuctoo. Die nach heutigen Regeln korrekte Schreibweise ist nicht bekannt. Walfänger und Entdecker nannten sie auch „Hannah“ bzw. „Hannah Ebierbing“. Der Name ihres Mannes Ipiirvik wurde von Entdeckern Ebierbing oder Eberbing geschrieben. Ipiirvik wurde auch „Joe Ebierbing“ genannt.

### Reise nach England
Als der englische Weinhändler und Schiffseigner John Bowlby, der den Bau einer Walfangstation plante, 1853 am Cumberland Sound die etwa 15-jährige Tookoolito traf, war sie bereits mit dem zwei Jahre älteren Ipiirvik verheiratet. Tookoolito war nur 1,50 m groß und wird als „aktiv, lebhaft und voller Spaß“ beschrieben. Bowlby war beeindruckt von den jungen Leuten und lud sie ein, ihn gemeinsam mit einem Kind namens Akulukjuk nach England zu begleiten. Dort brachte er sie in der Familie seines Schiffsarztes William Gedney in Hull unter. Das Rätsel um das Verschwinden der Franklin-Expedition hatte in der englischen Öffentlichkeit zu einem lebhaften Interesse für die Arktis gesorgt. Mindestens 20 britische Expeditionen waren aufgebrochen, um das Schicksal Franklins aufzuklären. Bowlby nutzte dieses Interesse, indem er die Inuit bei verschiedenen Gelegenheiten in Hull und London ausstellte. Es war Mitte des 19. Jahrhunderts durchaus üblich, Angehörige indigener Völker öffentlich zur Schau zu stellen. Am 3. Februar 1854 wurden die drei Inuit in Windsor Castle von Königin Viktoria und Prinz Albert empfangen. Tookoolito und Ipiirvik blieb das Schicksal vieler freiwillig oder zwangsweise nach Europa gebrachter Inuit erspart, die innerhalb kurzer Zeit an Infektionskrankheiten starben. Nach zwei Jahren in England, in denen sich besonders Tookoolito gute Kenntnisse der englischen Sprache angeeignet hatte, wurden sie – zum Christentum bekehrt – in ihre Heimat zurückgebracht.

### Expeditionen mit Charles Francis Hall

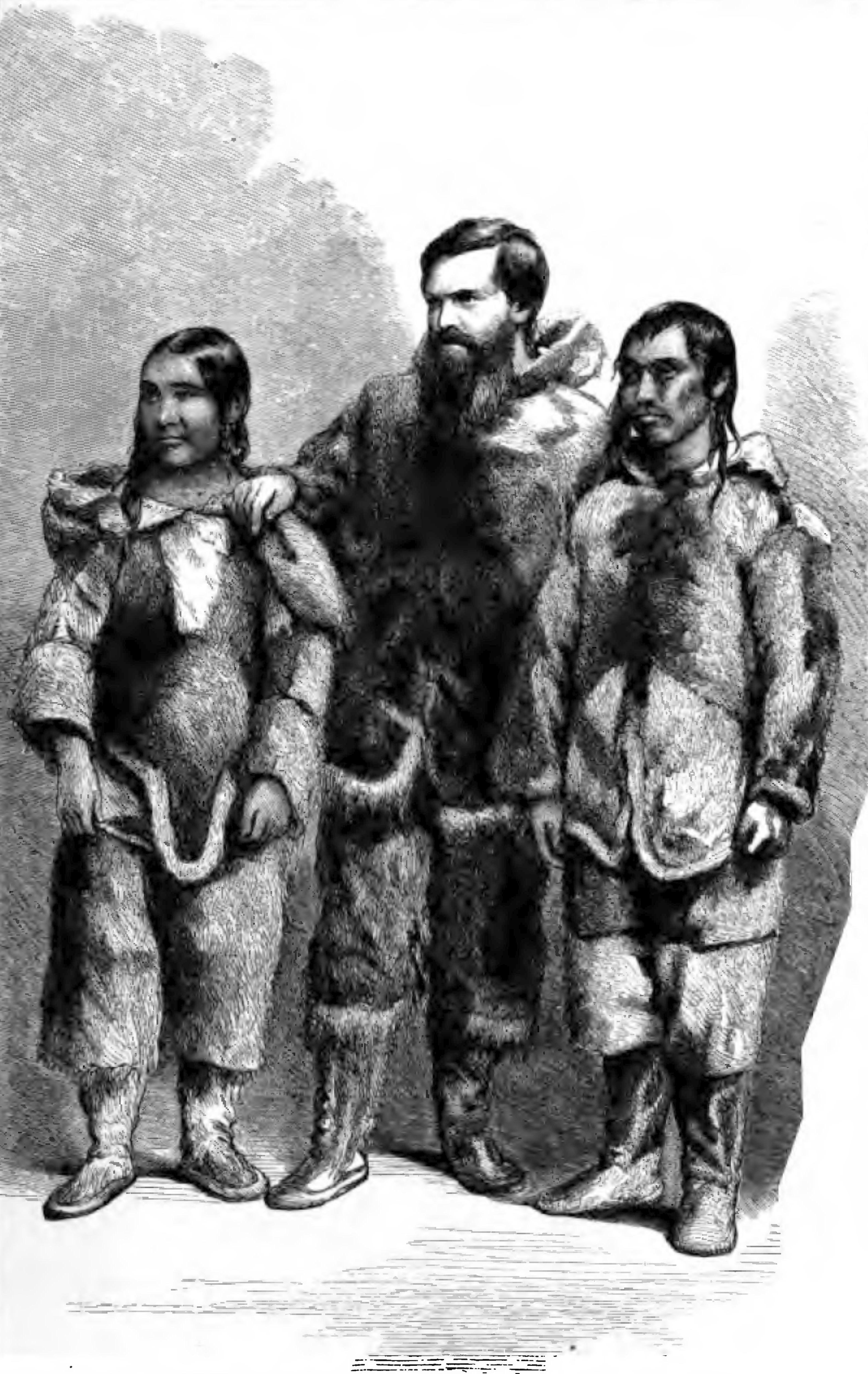
Tookoolito mit Hall und Ipiirvik

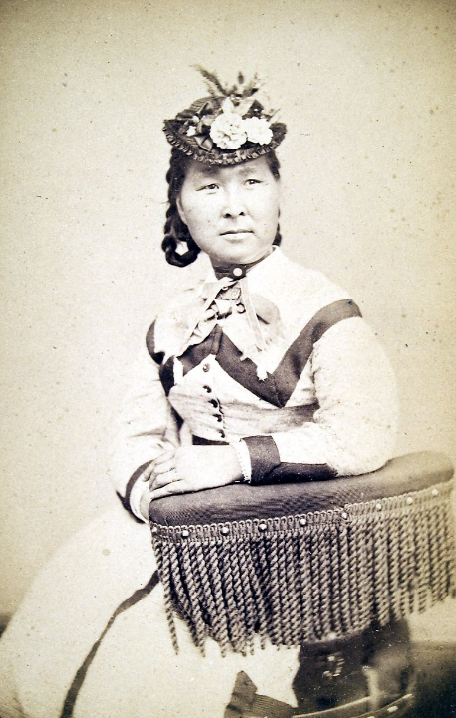
Tookoolito im Jahr 1875

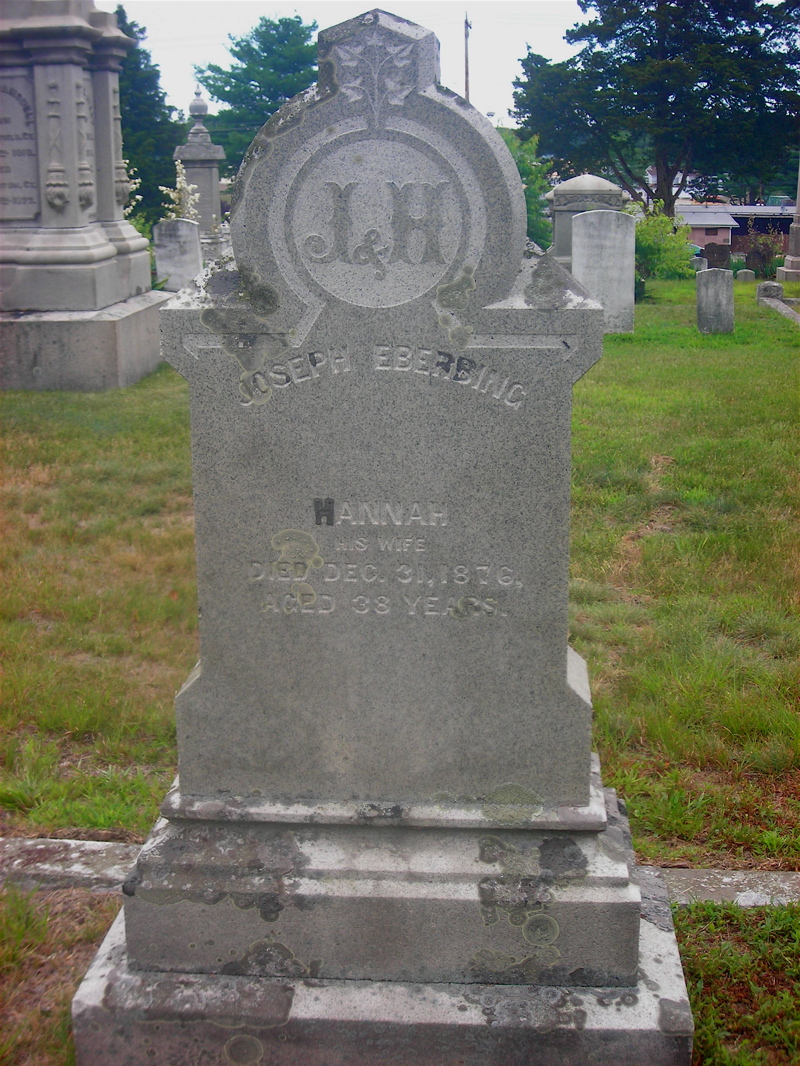
Tookoolitos Grabstein

1860 kam Charles Francis Hall, der Herausgeber einer kleinen Zeitung in Cincinnati, mit Kapitän Sidney Budington (1823–1888) auf dessen Walfangschiff George Henry an den Cumberland Sound. Hall hatte Elisha Kent Kanes Buch über die Expedition mit der Advance gelesen, begeisterte sich für die Arktis und hoffte, Franklins Schicksal aufklären zu können. Er war erstaunt, unter den Inuit eine Frau zu treffen, die fließend Englisch sprach, zuweilen europäische Kleidung trug und europäische Manieren an den Tag legte. Hall engagierte sie und Ipiirvik als Führer und Übersetzer. Bis zu seinem Tod im Jahr 1871 waren Tookoolito und Ipiirvik mit ihm verbunden. Die meisten seiner späteren Erfolge verdankte Hall ihrer Freundschaft. Er verließ sich in der Arktis auf die Techniken der Inuit ohne den Versuch, sie zu erlernen und zum Beispiel selbst ein Hundegespann zu lenken. Mit Hilfe der Inuit, deren Legenden historische Ereignisse erstaunlich genau beschrieben, gelang es ihm, den Ort wiederzufinden, an dem Martin Frobisher im 16. Jahrhundert Gold gefunden zu haben glaubte. Begleitet von Tookoolito, Ipiirvik und deren Sohn Tarralikitaq kehrte Hall 1862 in die Vereinigten Staaten zurück. Wie schon in England wurden die Inuit öffentlich zur Schau gestellt. In Barnum’s American Museum waren sie täglich acht Stunden lang zu sehen, von 7 bis 10 Uhr, von 14 bis 16 Uhr und noch einmal abends von 19 bis 22 Uhr. Der Eintritt kostete 25 Cent. Ihr Auftritt während seiner Vorträge half Hall, Geld für seine nächste Expedition zu verdienen. Die Strapazen und das ungewohnte Klima, besonders aber ihre unzureichende Immunität gegen zahlreiche außerhalb der Arktis grassierende Infektionskrankheiten, setzten den drei Inuit schwer zu. Budington, der ihre Ausbeutung durch Hall ablehnte, wollte sie aus Sorge um ihre Gesundheit auf seiner nächsten Fahrt zurück in den Norden bringen, was zum Streit mit Hall führte. Tarralikitaq starb am 28. Februar 1863 in New York und wurde in Groton, Connecticut, unweit des Grundstücks der Familie Budington beerdigt.
Ein Jahr später begleiteten Tookoolito und Ipiirvik Hall bei seiner erneuten Suche nach Spuren der Franklin-Expedition. Sie dauerte fünf Jahre und führte von der nordwestlichen Hudson Bay zur Insel King William Island. Hall fand einige Skelette und Gräber von Mitgliedern der Franklin-Expedition und konnte bei den dortigen Inuit einen Löffel mit Franklins Initialen eintauschen. Mit Tookoolitos Hilfe interviewte er die ansässigen Inuit und schrieb ihre Berichte nieder. Tookoolito bekam ein weiteres Kind, einen Jungen, der aber bald starb. 1868 adoptierte sie in Iglulik die zweijährige Isigaittuq, die in Halls Schreibweise „Punna“ hieß (von „Panik“, dem Inuktitut-Wort für Tochter) und später in den USA auch unter dem Namen Sylvia Grinnell Ebierbing bekannt war.
Nach ihrer Rückkehr in die Vereinigten Staaten ließen Ipiirvik und Tookoolito sich 1869 in der Nähe von Groton nieder, wo sie für 300 US-Dollar ein geräumiges zweistöckiges Haus kauften. Während Ipiirvik als Zimmermann arbeitete, nähte Tookoolito Kleidung und stellte Souvenirs her, die sie vor Ort verkaufte.
Aber bereits 1871 nahmen sie an Halls nächster Expedition teil, die auf dem Schoner Polaris zum Nordpol führen sollte und einen tragischen Verlauf nahm. Bei der Rückkehr von einer strapaziösen Schlittentour brach Hall zusammen und nahm an, vergiftet worden zu sein. Niemand außer Tookoolito durfte sich ihm noch nähern. Nach einigen Tagen starb Hall. Während eines Sturms im Herbst 1872 wurde ein Teil der Mannschaft vom Schiff getrennt und trieb monatelang auf einer kleiner werdenden Eisscholle nach Süden. Nur der Erfahrung und dem Erfindungsgeist der Inuit – neben Tookoolito, Ipiirvik und ihrer Adoptivtochter war auch der Grönländer Hans Hendrik mit seiner Familie auf der Scholle – war es zu verdanken, dass keiner der 19 Menschen ums Leben kam. Der Hunger war aber allgegenwärtig. Schließlich wurden sie vom Robbenfänger Tigress gerettet und in St. John’s auf Neufundland abgesetzt, wo die Inuit als Helden empfangen wurden. Wie die anderen Expeditionsteilnehmer wurde Tookoolito nach Washington gebracht und zu den mysteriösen Umständen befragt, unter denen Hall gestorben war.

### Letzte Jahre
Zurück in Groton nahmen Tookoolito und Ipiirvik wieder ihre vorherigen Tätigkeiten auf. Ihre Adoptivtochter besuchte die Schule, blieb aber von den Strapazen der Eisdrift gezeichnet. Anfang 1875 erkrankte sie an einer Lungenentzündung. Sie starb am 18. März 1875. Tookoolito starb im Alter von 38 Jahren am 31. Dezember 1876 und wurde in Groton auf dem Starr Cemetery begraben. Ipiirvik schloss sich 1878 einer Expedition Frederick Schwatkas an, fand eine neue Frau und kehrte nicht in die USA zurück.

## Bedeutung
Tookoolito verbrachte den Großteil ihres Erwachsenenlebens im Dienst von Charles Francis Hall. Als seine Lehrerin und Vertraute half sie ihm, in der Arktis zu überleben, mit den Inuit zu kommunizieren und mehr über den Norden Kanadas zu erfahren. Seine Erfolge hatte er zu einem großen Teil ihr und ihrem Mann Ipiirvik zu verdanken. Das Paar gehörte zu den bekanntesten Inuit des 19. Jahrhunderts. Ihre Reisen führten sie von Baffin Island zur Melville-Halbinsel und dem Festland nordwestlich der Hudson Bay sowie nach Nordwestgrönland, England und den Nordosten der Vereinigten Staaten.

## Ehrungen
Tookoolito und Ipiirvik wurden 1981 von der kanadischen Regierung für ihre Hilfe bei der Erforschung der Arktis zu „Personen von nationaler historischer Bedeutung“ erklärt. Vor dem Museum von Iqaluit erinnert ein Gedenkstein an sie. Zwei geographische Objekte sind nach Tookoolito benannt – Tookoolito Inlet, eine Bucht der Davisstraße an der Südostspitze Baffin Islands, und die zu Grönland gehörende Insel Hannah Ø im Kennedy-Kanal.
Anlässlich Tookoolitos und Ipiirviks Audienz bei Königin Victoria komponierte Auguste Dupont (1827–1890) die „Tickalicktoo Polka“, die er der „Esquimaux Family“ widmete.